# Valeriana stenophylla
Valeriana stenophylla är en kaprifolväxtart som beskrevs av Ellsworth Paine Killip. Valeriana stenophylla ingår i släktet vänderötter, och familjen kaprifolväxter. Inga underarter finns listade i Catalogue of Life.